# Valentina Kozlóvskaia
Valentina Iàkovlevna Kozlóvskaia (en rus: Валенти́на Я́ковлевна Козло́вская; Iessentukí, 18 d'abril de 1938), és una jugadora d'escacs russa, que té el títol de Gran Mestre Femení (WGM) des de 1976. És també bioquímica de professió, i fou muller del Gran Mestre Ígor Bondarevski.
A la llista d'Elo de la FIDE del desembre de 2021, hi tenia un Elo de 2131 punts, cosa que en feia la jugadora número 911 (en actiu) de Rússia.

## Resultats destacats en competició
El 1965 va guanyar el Campionat femení de l'URSS. El 1967 fou 2a al Torneig de Candidates. El mateix any fou 2a, rere Nona Gaprindaixvili al torneig internacional femení de Kíev. Va guanyar una medalla d'or a l'Olimpíada d'escacs de l'Havana de 1966.
El 1996 guanyà el Campionat del món sènior femení.
El 2014, a Porto es proclamà Campiona d'Europa sènior en la categoria de + de 65 anys.